# Maorikrähe
Die Maorikrähe oder Neuseelandkrähe (Corvus antipodum) ist eine ausgestorbene Art der Rabenvögel (Corvidae). Sie zählte zu den größten Angehörigen der Gattung der Raben und Krähen (Corvus) und zeichnete sich durch einen länglichen, relativ geraden Schnabel und lange Beine aus. Die Maorikrähe kam auf der Nord- und auf der Südinsel Neuseelands vor. Sie war wahrscheinlich ein Vogel der offenen und halboffenen Landschaft und hatte womöglich die Meeresküste zum Lebensraum. Körperbau und Fundorte der Überreste deuten zusammen mit der ursprünglichen Geographie Neuseelands darauf hin, dass die Maorikrähe ein opportunistisches Fressverhalten an den Tag legte.
Die Subfossile der Art wurden im späten 19. Jahrhundert entdeckt und 1893 von Henry Ogg Forbes beschrieben, der sie damals in die Gattung „Palaeocorax“ stellte, die auch den Chathamraben (C. moriorum) umfasste. Spätere Autoren kamen zu dem Schluss, dass beide Arten typische Krähen der Gattung Corvus waren. Sie entstammten wahrscheinlich einer Besiedlung durch eine australische Art, vermutlich der Neuhollandkrähe (C. coronoides), die spätestens im Pleistozän stattfand. Die Maorikrähe kam in zwei Unterarten auf Neuseeland vor, die durch die Cookstraße voneinander getrennt wurden. Sie überlebte bis in die Frühzeit der Besiedlung Neuseelands durch die Māori und starb noch vor  der Ankunft der Europäer aus.

## Merkmale
Die Maorikrähe war eine sehr große Krähenart und übertraf mit Ausnahme des Chathamrabens (C. moriorum) alle heutigen australasischen Krähen in der Körpergröße. Das Fossilmaterial der Art ist zwar zahlreich, aber oft nur bruchstückhaft erhalten, weshalb Schlüsse auf das Aussehen nicht immer möglich sind. Der Schnabel war lang, breit und relativ gerade. Sie war etwas kleiner als der Chatham-Island-Rabe, gehörte aber dennoch zu den größten Arten der Gattung Corvus. Das Gewicht der Maorikrähe wird auf 0,9–1,0 kg geschätzt, damit wäre sie etwa so schwer wie ein afrikanischer Geierrabe (C. albicollis) geworden. Das Verhältnis der Flügellänge zur Beinlänge war geringfügig kleiner als bei den heute lebenden Krähenarten. Das deutet darauf hin, dass die Maorikrähe zumindest leicht an eine Umgebung ohne Bodenprädatoren angepasst war, obgleich sie ihre Flugfähigkeit behielt. Diese Entwicklung war aber nicht so stark wie beim Chathamraben ausgeprägt. In der Körpergröße gab es deutliche Unterschiede zwischen Nord- und Südinsel: Maorikrähen wurden im Süden größer als im Norden. Die gefundenen Laufknochen auf der Südinsel messen im Mittel 71 mm, auf der Nordinsel hingegen nur 68 mm. Ähnliche Verhältnisse gelten für die anderen Teile des Skeletts. Die Variation verlief klinal vom wärmeren Norden in den kälteren Süden, womit sie der Bergmannschen Regel entsprach. Im Pleistozän wurden die Vögel im Mittel genauso groß wie im Holozän, wiesen aber eine größere Varianz auf. 

## Verbreitung und Lebensraum

Fundstätten der Maorikrähe auf Neuseeland. (Fossillagerstätten als Kästen, archäologische Fundplätze als Stern). Die Verbreitung der Art beschränkte sich im Pleistozän wie im Holozän auf die Küstenregionen.

Die Maorikrähe war auf der Nord- und Südinsel Neuseelands beheimatet. Im Fossilbericht zeigt sich zwischen Pleistozän und Holozän ein merklicher Unterschied: Während sich die Art im Pleistozän sowohl in Fossillagerstätten nördlich wie südlich der Cookstraße finden, fehlt sie im Holozän in Lagerstätten der Nordinsel. Sie ist dort allerdings in archäologischen Fundplätzen aus der Frühzeit der Maori gefunden worden. Für das Pleistozän konzentrieren sich die Funde auf die Westküste und die Ostspitze der Nordinsel. Aus dem Holozän ist die Maorikrähe mit Ausnahme der südwestlichen Südinsel auch von der Ostküste überliefert. 
Alle Fundorte verteilen sich entlang der Küste der neuseeländischen Inseln, in weiter im Binnenland gelegenen Lagerstätten wurden bislang keine Knochen gefunden. Das deutet darauf hin, dass die Maorikrähe ein Küstenbewohner war. Dass die meisten auf das Holozän datierten Funde von der waldarmen neuseeländischen Ostküste stammen, deutet auf offene Landschaften beziehungsweise Waldränder als Habitat hin. 

## Lebensweise
Die Lebensweise der Maorikrähe dürfte der rezenter großer Krähen entsprochen haben. Als unspezialisierter Küstenbewohner ernährte sie sich vermutlich omnivor von Früchten, großen Insekten, Landwirbeltieren sowie den Eiern und Jungen aus Seevogelkolonien. Richard Holdaway vermutet darüber hinaus, dass die Maorikrähe auch an Kadavern vom Haastadler (Harpagornis moorei) geschlagener Vögel fraß und hält es für möglich, dass sie Moaküken nachstellte. Möglich ist darüber hinaus auch, dass die Art bei Ebbe das Watt durchkämmte. Der Körperbau der Maorikrähe legt keine besondere Anpassung nahe, auch wenn sie durch ihre relativ langen Beine wohl ein passabler Läufer war. Nach Holdaway wurde das Nest wahrscheinlich aus Stöcken gebaut und in Baumkronen oder Felsnischen platziert.  Dem widerspricht Brian Gill, mit seiner Vermutung, die Maorikrähe sei ein Bodenbrüter gewesen oder habe zumindest in geringer Höhe gebrütet, da ihr Aussterben anders nicht zu erklären sei.

## Systematik und Entwicklungsgeschichte

### Taxonomie

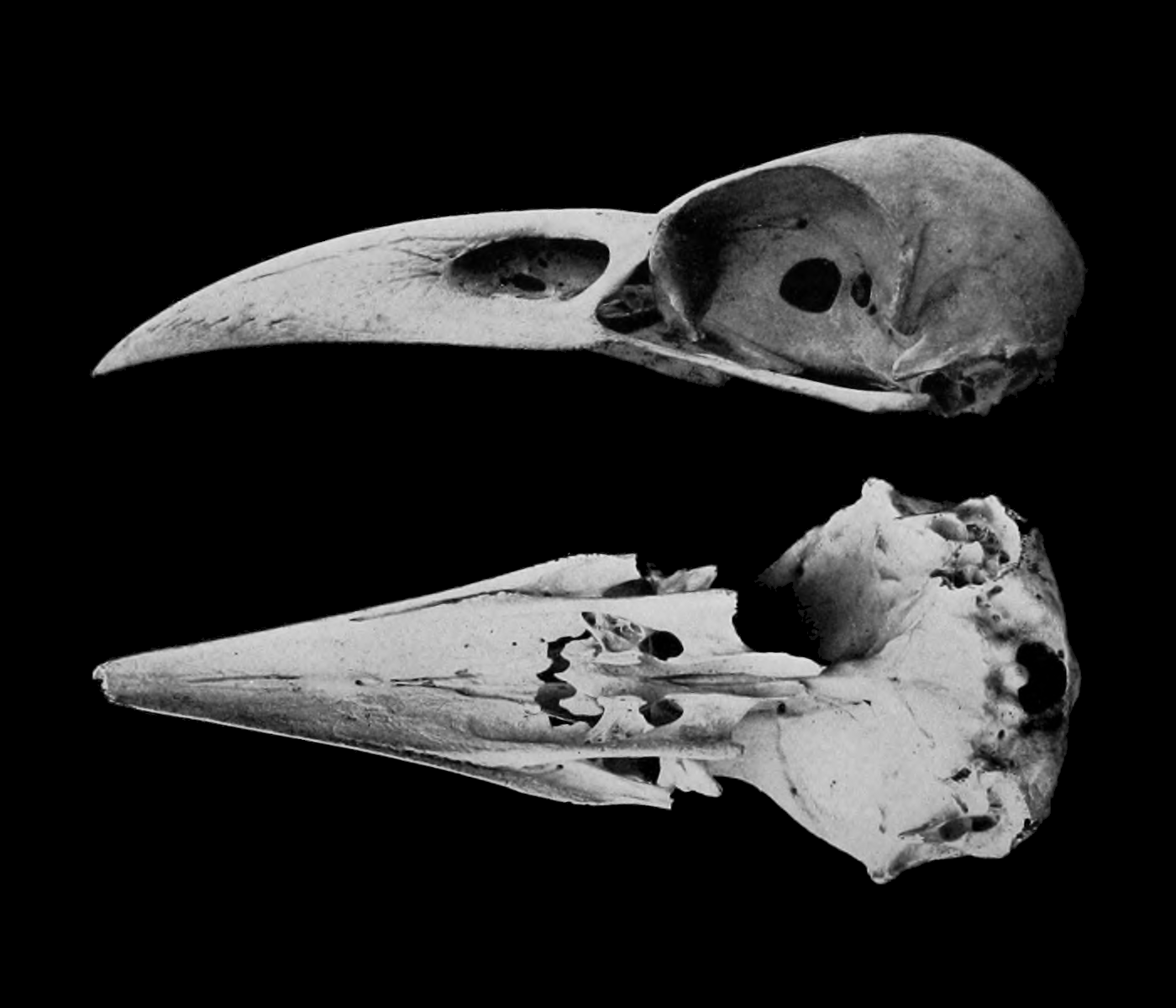
Schädel eines Chathamraben (Corvus moriorum). Henry Ogg Forbes hielt die Maorikrähen der Südinsel ursprünglich für diese Art.

Die ersten Überreste der Maorikrähe wurden im 19. Jahrhundert gefunden. Henry Ogg Forbes hielt die größeren Knochen von der Südinsel zunächst für Überreste des Chathamraben. Die deutlich kleineren Knochen der Nordinsel beschrieb er dagegen 1893 als eigene Art Palaeocorax antipodum und stellte sie in die Nähe des Chathamraben. Das Artepitheton antipodum Bezug sich vermutlich auf Neuseeland als Antipoden Europas. Einen Holotyp gab Forbes nicht an, was sich später als problematisch erweisen sollte. Wie auch bei vielen anderen von Forbes beschriebenen Arten konnten spätere Autoren nicht nachvollziehen, welche Knochen er für seine Beschreibungen herangezogen hatte, was die Gültigkeit des Taxons Corvus antipodum in Frage stellte. William Pycraft, der den Chathamraben untersuchte, zweifelte angesichts der osteologischen Merkmale an der Berechtigung einer eigenständigen Gattung „Palaeocorax“, Pierce Brodkorb synonymisierte sie schließlich mit Corvus und erklärte die Maorikrähe zu einer Unterart des Chathamraben. Brian Gill unterzog Knochen von der Nordinsel, der Südinsel und Chatham 2003 einem detaillierten Vergleich und kam zu dem Schluss, dass auf Chatham und den Hauptinseln je eine eigene Art beheimatet war. Er stellte die kleinere Nord- und die größere Südform in je eine eigene Unterart und wies beiden einen Lectotypus zu. Um die beiden Taxa klar vom Chathamraben abzugrenzen, wählte er dazu jeweils besonders kleine Exemplare als Typen. 

### Äußere Systematik

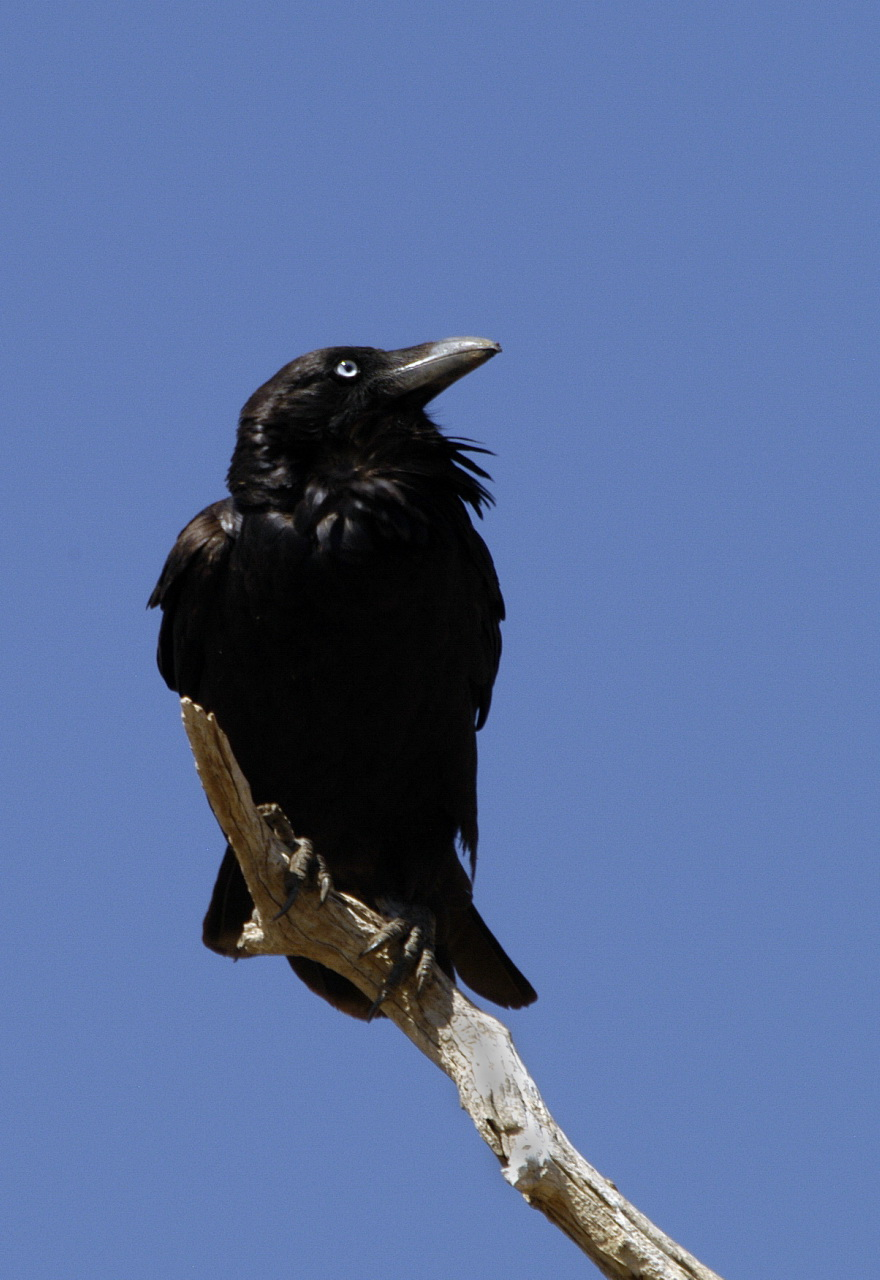
Eine Neuhollandkrähe (Corvus coronoides) aus dem Süden Australiens. Wahrscheinlich stammen Chathamrabe und Maorikrähe von dieser Art ab.

Für die Besiedlung Neuseelands kommen aufgrund der weiten Entfernung zu den nächsten größeren Landmassen nur wenige Krähenarten in Frage, die die nächsten Verwandten der Maorikrähe sein könnten. Als sicher gilt, dass sie eng mit dem Chathamraben (C. moriorum) verwandt ist und einen direkten gemeinsamen Vorfahren mit ihm besitzt. Dass sich auf Chatham und den Hauptinseln zwei unterschiedliche Arten entwickelten, lässt sich auch bei einigen anderen Endemiten Neuseelands beobachten. Für die Kolonisierung der Inseln kommen einerseits australische Krähenarten, andererseits die neukaledonische Geradschnabelkrähe (C. moneduloides) in Frage. Brian Gill hält die Neuhollandkrähe (C. coronoides) aus dem Südwesten Australiens für den nächsten lebenden Verwandten der Maorikrähe, weil sie ihr in der Körpergröße von allen benachbarten Arten am nächsten kommt. 

### Innere Systematik
Analog zu einigen anderen neuseeländischen Vogelarten stellte Gill zwei Unterarten für die Maorikrähe auf, um dem Größenunterschied zwischen Nord- und Südinsel Rechnung zu tragen.
- Corvus antipodum antipodum (Forbes, 1893):[7]

Nominatform, Nordinsel. Kleinere Form.
- Corvus antipodum pycrafti Gill, 2003:[11]

Südinsel. Größere Form, das Artepitheton ehrt William Pycraft für seine Verdienste um die Erforschung der Maorikrähe.

## Aussterben
Der genaue Zeitpunkt, zu dem die Maorikrähe ausstarb, ist unbekannt. Als gesichert gilt, dass sie im Zuge der ersten Besiedlung Neuseelands durch die Māori verschwand. Die genauen Gründe sind unklar: Als unspezialisierter, flugfähiger Allesfresser hätte die Maorikrähe eigentlich gute Chancen gehabt, zu überleben. Möglich ist aber, dass Pazifische Ratten (Rattus exulans) und andere von den Māori eingeführte Tiere den Gelegen der Art stark zusetzten; vorausgesetzt die Maorikrähe war ein Bodenbrüter. Eine andere Ursache für das Verschwinden der Art könnte die Habitatveränderung gewesen sein, die mit der frühen Erschließung Neuseelands einherging. Da sie in prähistorischen Kochstellen genauso oft vorkommt wie in Fossillagerstätten gleichen Alters, ist Überjagung als Grund für ihr Aussterben eher unwahrscheinlich. 